# Immaculada Concepció
|  | Per a altres significats, vegeu «Immaculada Concepció (desambiguació)». |

La Immaculada Concepció, també anomenada Puríssima Concepció, és un dels dogmes de l'Església Catòlica que afirma que la Verge Maria —mare de Jesús de Natzaret— va néixer del ventre de Santa Anna immaculada i que, per tant, va ser preservada per Déu del pecat original a l'hora de ser concebuda. No s'ha de confondre amb el concepte del naixement virginal, que fa referència a la concepció de Jesucrist per part de la Verge Maria sense haver realitzat l'acte conjugal amb el seu espòs Josep de Natzaret.
Aquest fet implica que Maria no va ser afligida pel pecat ni privada de gràcia, i que va viure una vida lliure d'actes impurs. La seva immunitat respecte el pecat que tots els éssers humans contrauen (en ser concebuts), la converteixen en la primera persona considerada com a «Plena de Gràcia» (Gratia Plena).
És una de les branques d'estudi de la mariologia, i el catolicisme la celebra com a festivitat el 8 de desembre, tot just nou mesos abans de la Nativitat de Maria, que es commemora el 8 de setembre.

## Orígens i implantació de la festivitat
Les segones al·lusions sobre la Inmaculada Concepció es remunten, encara que amb escassa fiabilitat, al segle v. Al típicon de Sant Saba de Mutalasca es menciona que el 9 de desembre se celebrava la festa de la Concepció de Santa Anna. No obstant això, aquest document va ser editat i corregit amb recurrència durant els segles posteriors a la seva creació i no es pot corroborar amb seguretat l'autenticitat de les seves afirmacions. Posteriorment, sí que es té constància de referències de pes sobre aquesta festivitat per part de Sant Andreu de Creta (monjo del monestir de Mar Saba), que entre finals del segle vii i inicis del viii va escriure el cànon In conceptionem sanctae ac Dei avae Annae, on se n'afirma la devoció com a dia de celebració.
Aquest concepte religiós, tot i així, no presentava massa acceptació a l'inici; la seva irrupció com a tal es conclou que va ocórrer el segle VIII a Orient. El seu significat s'avé amb allò que es relata al Protoevangeli de Jaume: el matrimoni ancià format per Santa Anna i Sant Joaquim (avis de Jesucrist), davant l'esterilitat d'Anna, recorren a la pregària a Déu per a tenir descendència. És en aquest moment quan se'ls apareix un àngel, que els anuncia que tindran una filla que rebrà el nom de Maria.
A Occident, aquesta celebració va arribar per influència de l'Imperi Romà d'Orient. Les primeres nocions en aquest territori pertanyen al martirologi de Tallaght i al calendari d'Oengus, en què la festa Inceptio o Conceptio Mariae Virginis estava fixada el 3 de maig.
Al llarg dels segles següents la commemoració va ser suprimida i restablerta periòdicament, sobretot a Anglaterra. Sant Tomàs d'Aquino, en aquest sentit, va afirmar el 1272 que «encara que l'Església Romana no celebra la concepció de la benaurada Mare de Déu, tolera, però, el costum d'algunes esglésies que la solemnitzen». Al Concili de Basilea, Ferrara i Florència se'n va suggerir la celebració a totes les esglésies com a tradició antiga i lloable; aquesta consideració va esdevenir un punt d'inflexió i una implantació progressiva els segles XIV i xv.
Malgrat que seguiria sent eliminada i reacceptada amb el pas del temps, el papa Sixt IV la va introduir en el calendari de la litúrgia romana i va fer crear la Capella Sixtina, pintada per Miquel Àngel, que està dedicada a la Mare de Déu; la primera missa es va celebrar el 15 d'agost de 1483. El Papa Pius IX la va ratificar definitivament i solemnement com a dogma el 8 de desembre de 1854 a través de la butlla Ineffabilis Deus, de manera que es va fer extensible a tota l'Església.

## Posicionament protestant
La branca cristiana del protestantisme rebutja la doctrina de la Immaculada Concepció, que utilitza per a justificar el caràcter dogmàtic i la corrupció del catolicisme. Consideren que aquest dogmatisme teològic no és un referent d'autoritat i que la mariologia no s'ensenya a la Bíblia.
Els protestants repliquen com a argument que si Jesús va necessitar un ventre pur per a néixer sense pecat, també Déu hauria d'haver intervingut en la concepció de la Verge Maria, de Santa Anna i de tot el llinatge anterior al Messies, successivament. També es basen en el Magníficat, en què Maria canta «el meu esperit celebra Déu que em salva»: per a ells és una mostra més que Maria també necessitava Déu salvador —i que per tant la seva vida concebia pecat.
A més a més, consideren que tots els éssers humans neixen amb una naturalesa de pecat i necessiten l'obra redemptora de la creu, inclosa Maria (encara que Maria si va ser redimida per la creu de Jesucrist, però abans de néixer i abans del sacrifici del Calvari, per tal d'esdevenir puríssim tabernacle del Fill de Déu en la carn, els efectes de la redempció s'aplicaren en ella de manera singular i amb anterioritat). Jesucrist —d'acord amb els protestants i per virtut de la concepció de l'Esperit Sant— va ser l'únic home que va ser lliure de pecat. Per tant, podia prendre el lloc de càstig i de mort de la humanitat per causa dels seus pecats i vèncer aquesta última, tot ressuscitant i prometent resurrecció als que creuen en la seva obra de redempció. Si Maria havia estat una dona amb gràcia especial sobre el pecat, doncs, per a la teologia protestant, el sacrifici de Jesús no és global, ja que una gràcia especial podia restaurar la condició de pecat de l'home sense necessitat d'aplicar la justícia divina (mort) sobre el pecat de tota la humanitat.

## Iconografia
La iconografia de la Immaculada ha estat diferent al llarg de la història. Durant l'Edat Mitjana i el Renaixement es van desenvolupar quatre tipologies amb les que va quedar representat aquest dogma:
1. Abraçada de sant Joaquim i santa Anna davant la Porta Daurada.[17]
2. L'arbre de Jessè.[17][18]
3. La imatge de santa Anna amb un lliri (o una branca de llorer) florit davant el seu pit, a vegades sostingut amb la seva mà.[17][19]
4. La Immaculada “Tota Pulchra” que, derivada de la Mare de Déu Apocalíptica i prenent com a font les “Lletanies Lauretanes”.[17] El seu origen prové d'un gravat alemany de mitjan segle xv, que passà després a França il·lustrant les Heures de la Vierge a l'usage de Rome, imprès a París el 1503.[20]

## Galeria

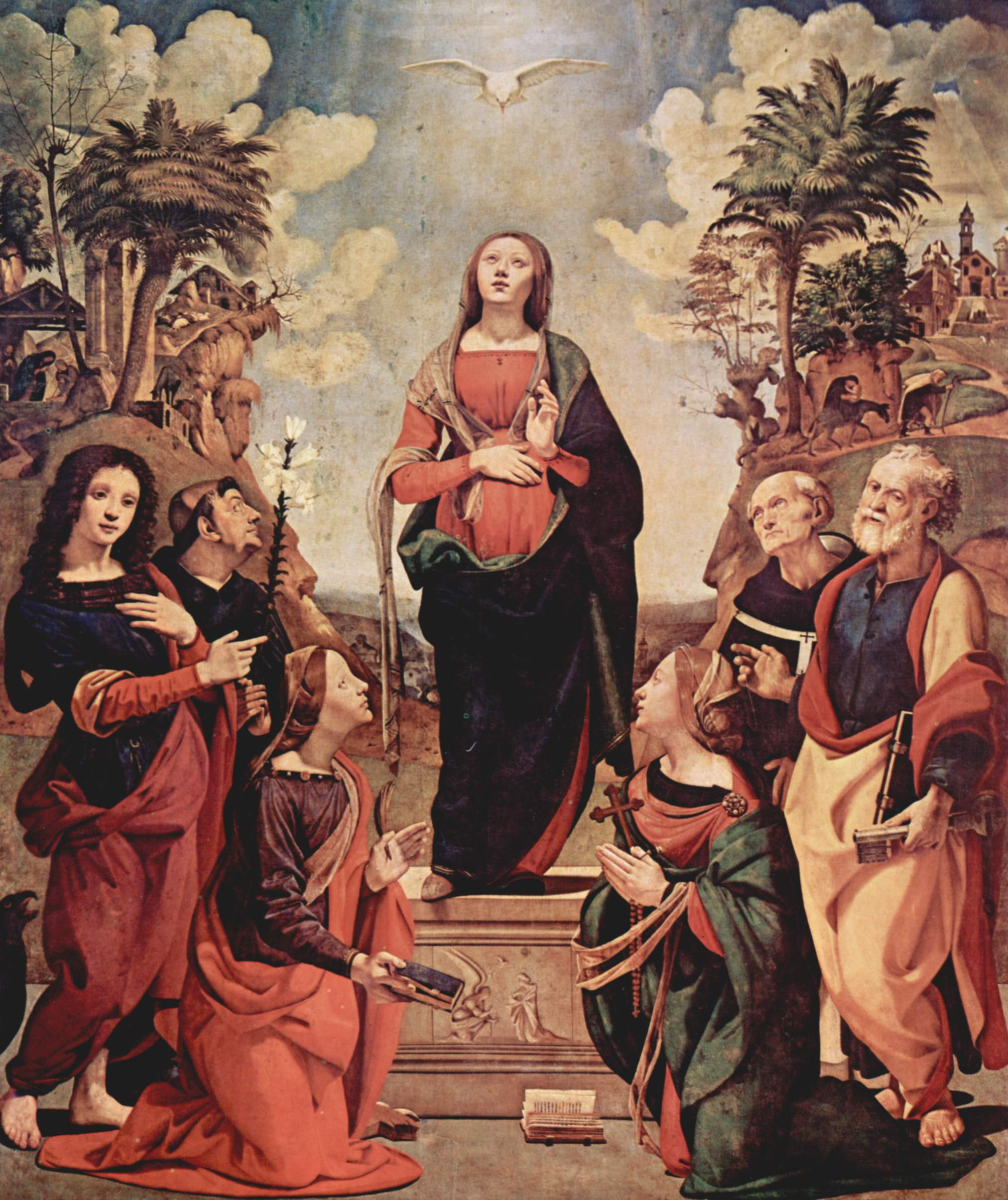
Immaculada Concepció de di Cosimo (1505)
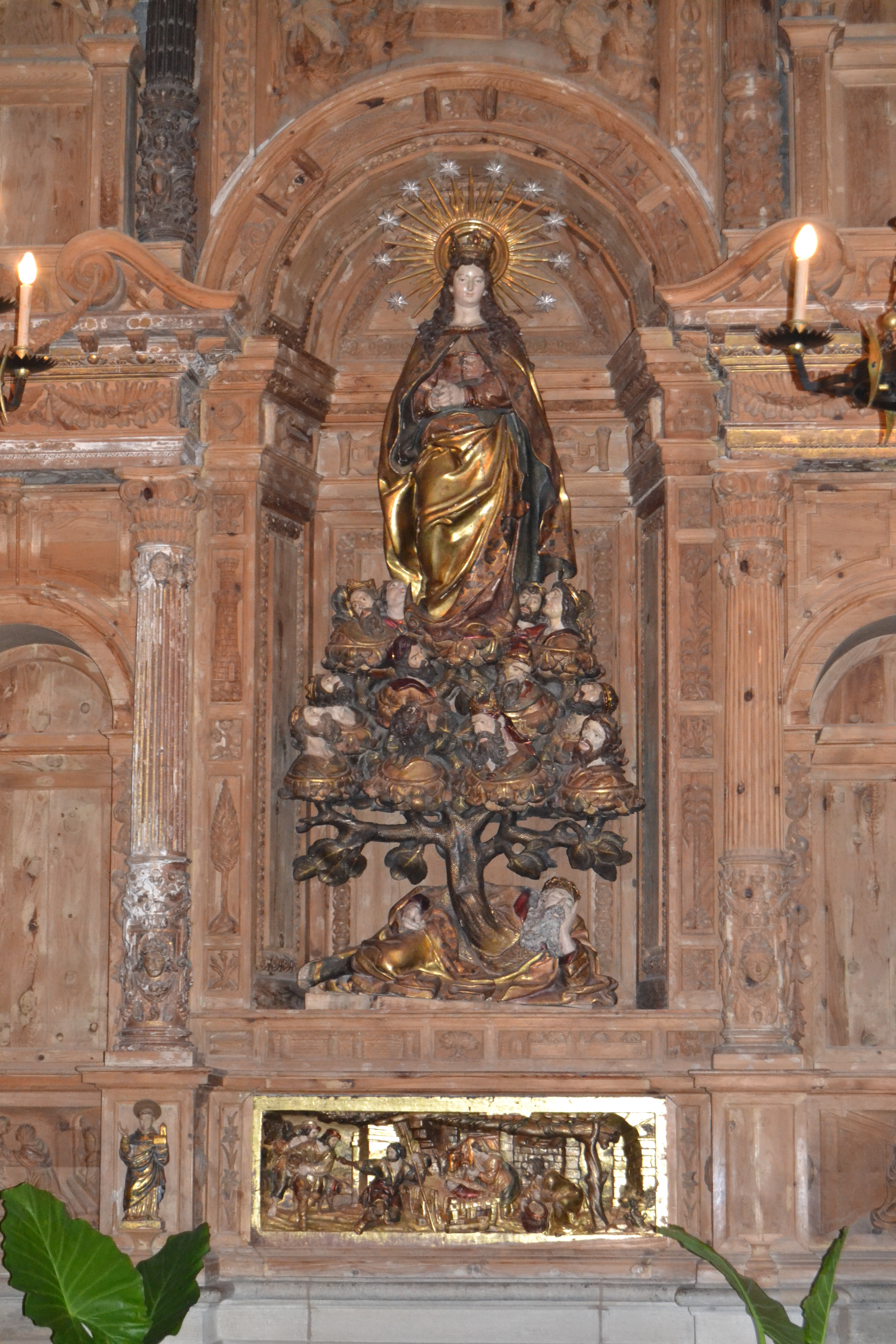
Retaule d'Agustí Pujol, a Santa Maria de Verdú (l'Urgell) (1623)
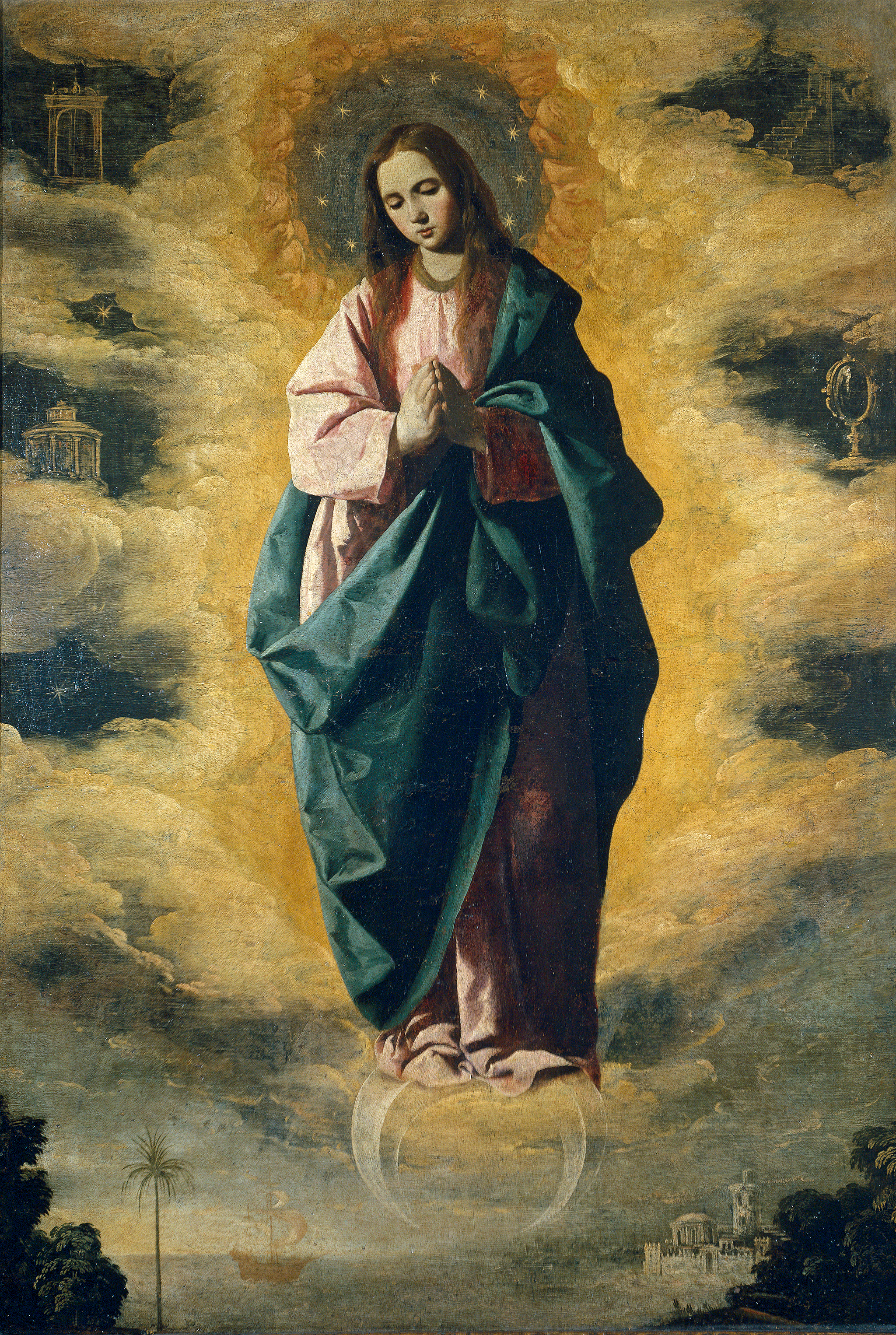
Immaculada Concepció de Zurbarán (1630)
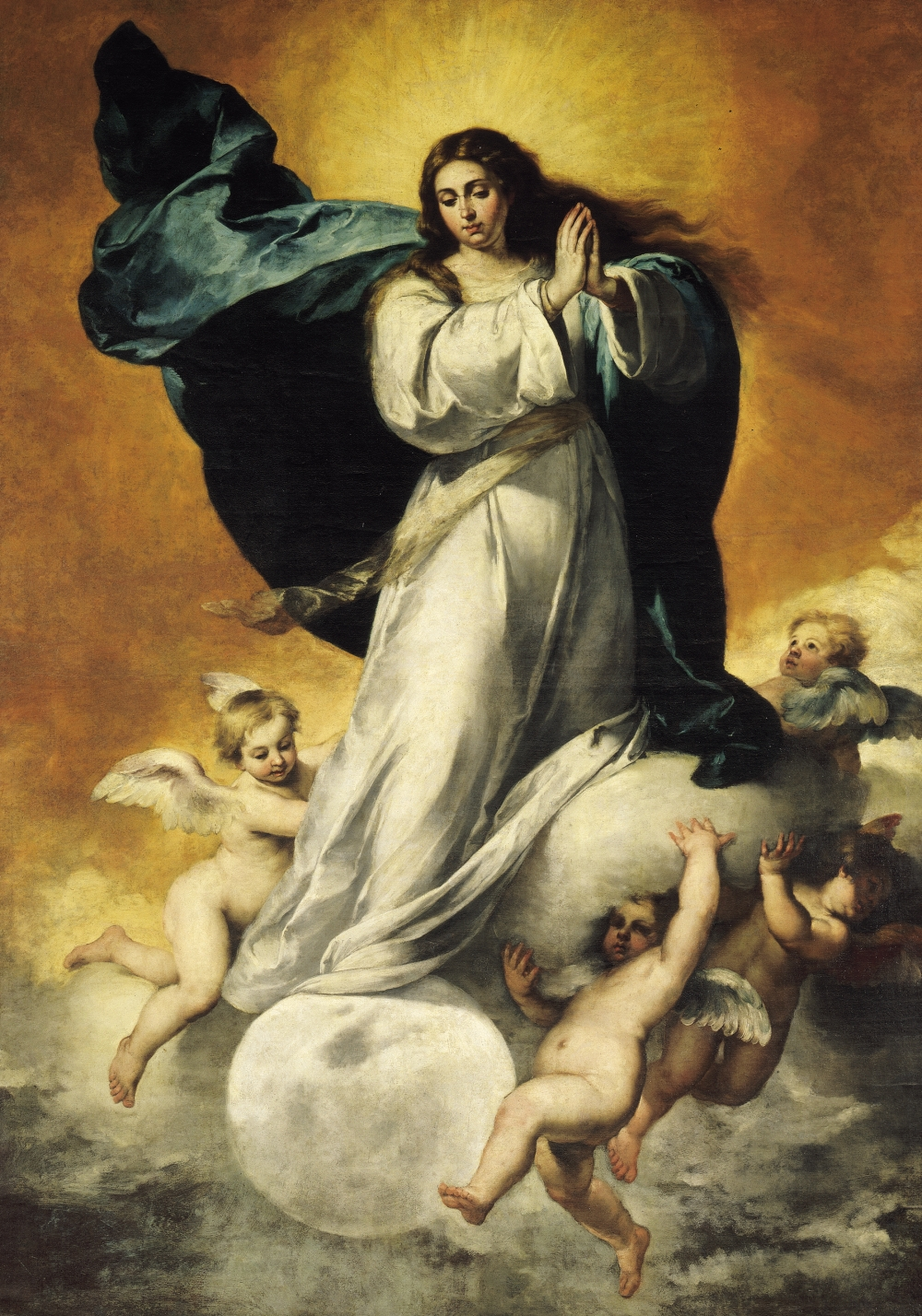
Inmaculada Colosal de Murillo (1650)
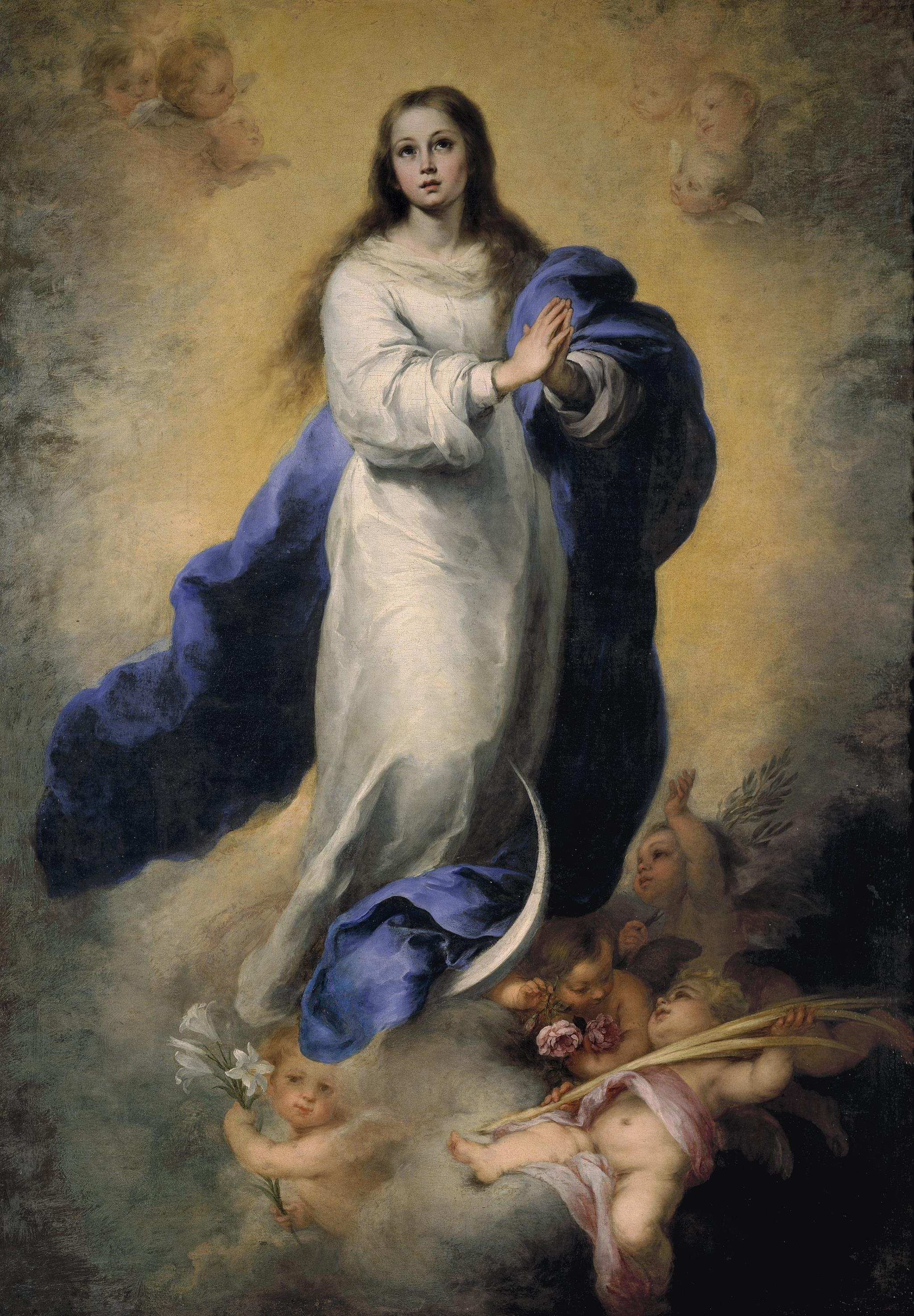
Immaculada de l'Escorial de Murillo (1660)
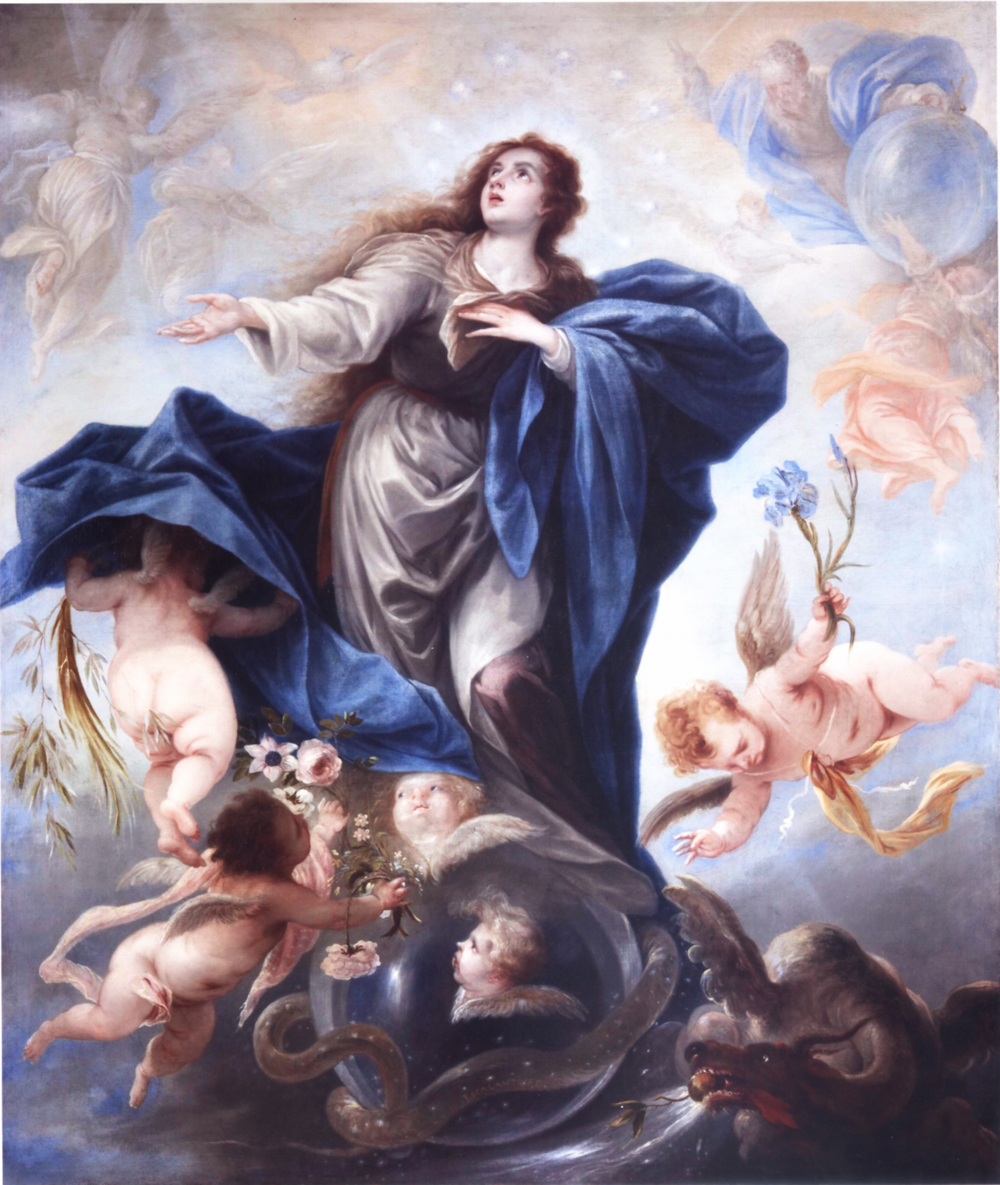
Immaculada Concepció d'Escalante (1667)
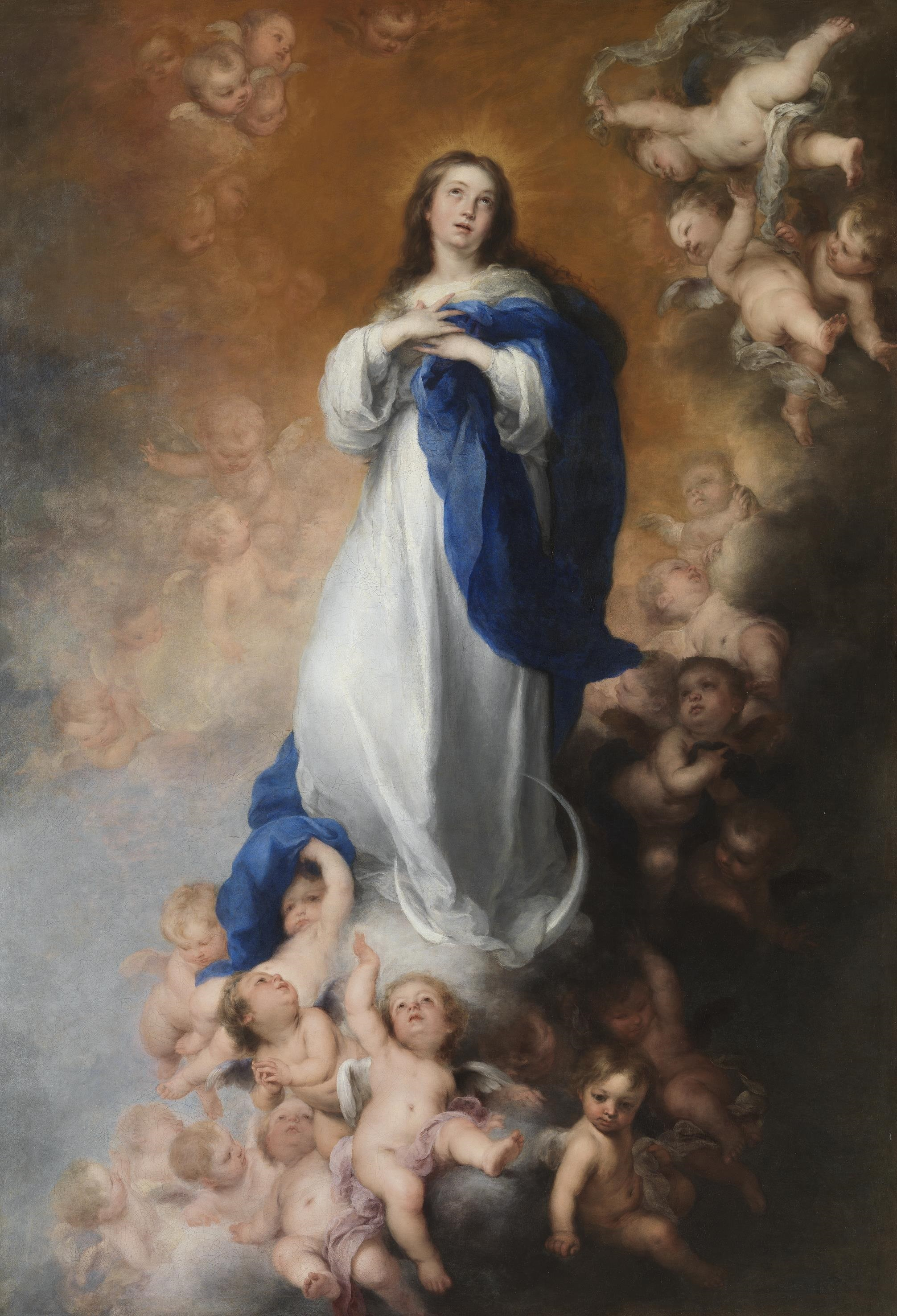
Immaculada de Soult de Murillo (1678)
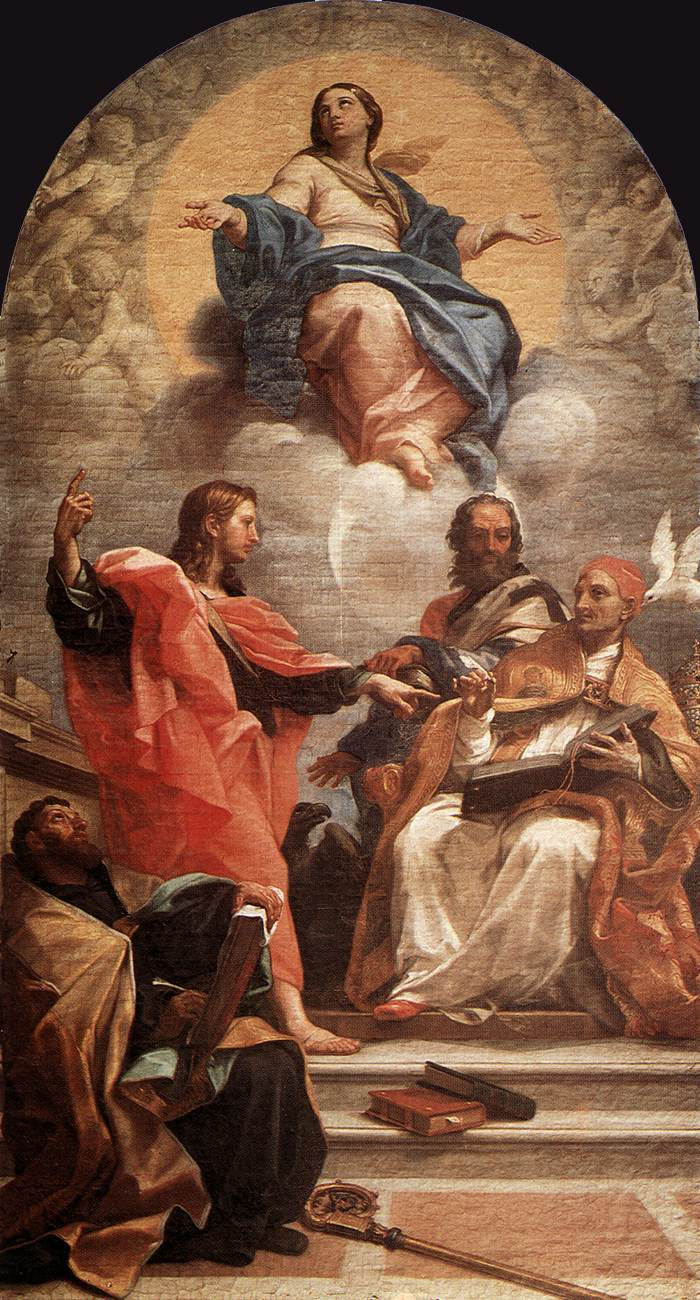
La Immaculada Concepció de Carlo Maratta (1689)
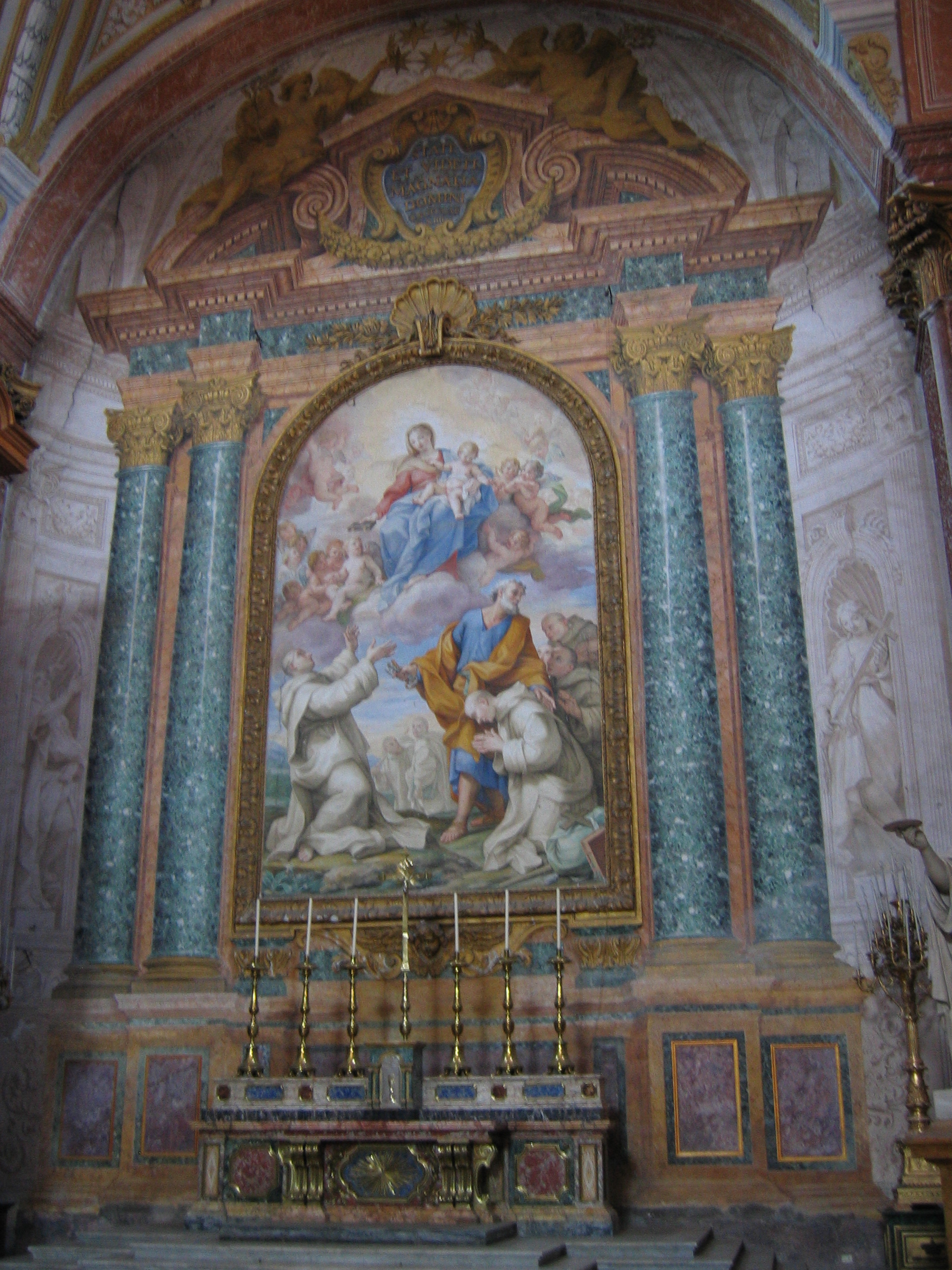
Santa Maria degli Angeli e dei Martiri, Roma
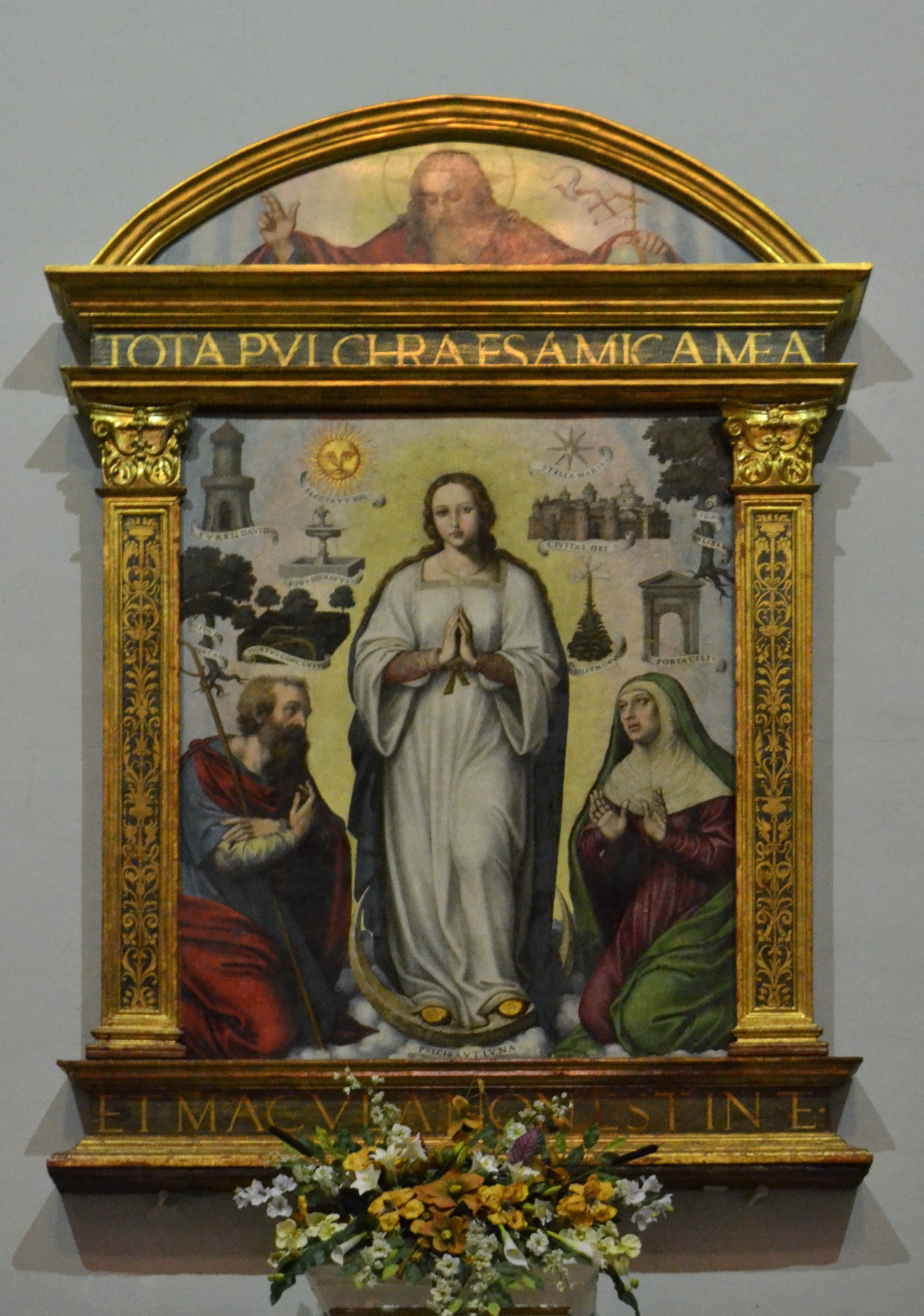
La Immaculada Concepció a l'Església parroquial de la Immaculada Concepció de Sot de Ferrer, País Valencià
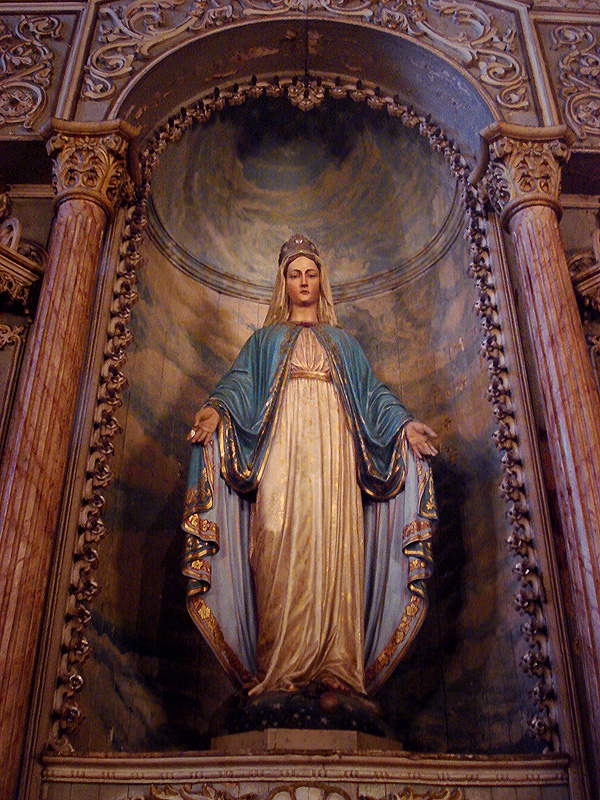
Estàtua a Porto Alegre, Brasil (segle xix)
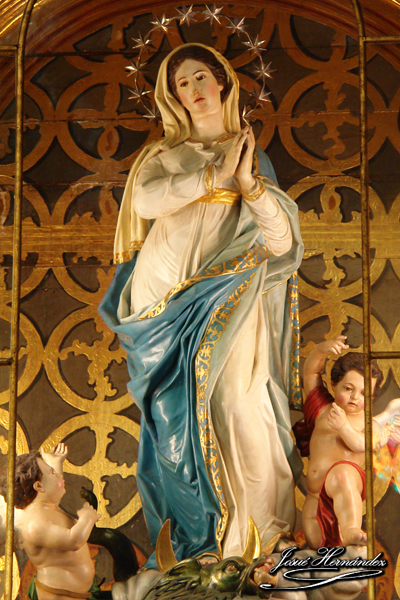
Immaculada Concepció de Maria de l'Església de la Concepció de Tenerife, Espanya (1822)
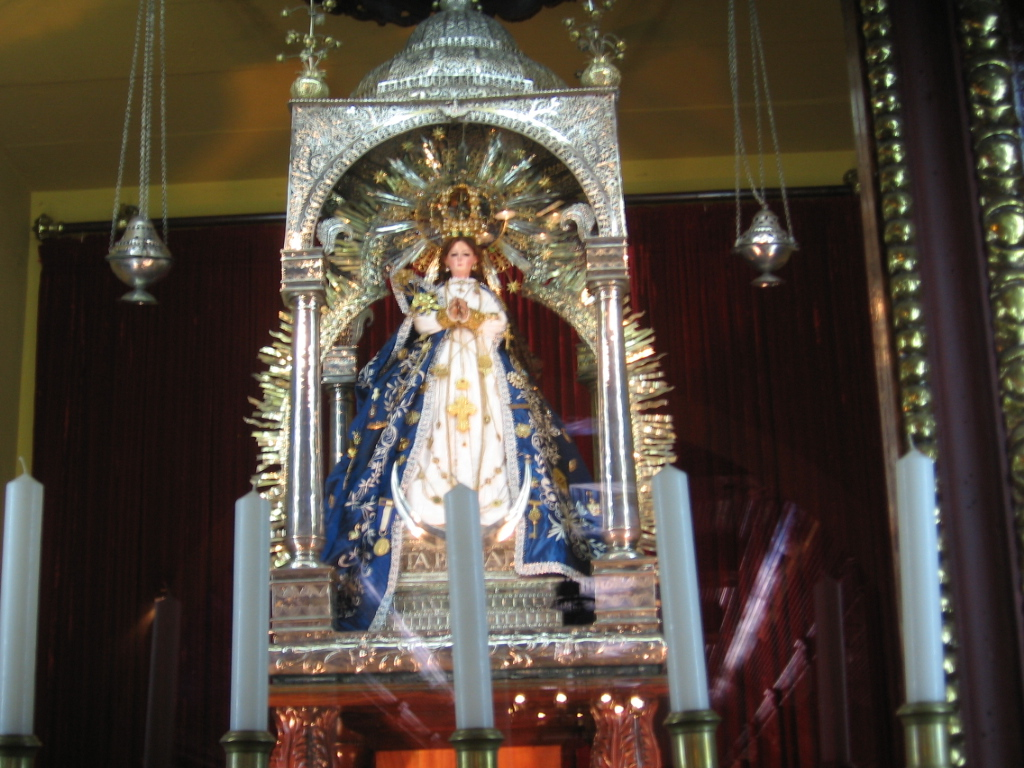
Virgen del Trono de Chinandega, Nicaragua (1950)